# مقياس التسامح
مقياس التسامح، هو اختبار نفسي يحاول قياس مدى استعداد الشخص للمغفرة. يناقش العديد من الباحثين تعريفًا حقيقيًا للتسامح، ويقترح هارغريف أن التسامح يشير إلى تحرير الاستياء تجاه المذنب.
يُعد التسامح ظاهرة معقدة تتضمن عناصر معرفية، وعاطفية، وسلوكية، وتحفيزية، وقرارية وشخصية. ويُعتقد أن التسامح أمر محوري للأداء البشري وهو مهم في إصلاح العلاقات الشخصية. يعتبر أيضًا تدخل فعال في المشاكل التي يسببها الغضب، والاكتئاب، وتعاطي المخدرات، والشعور بالذنب والنمو الأخلاقي.
طُورت عدة مقاييس لقياس القدرة على التسامح بطرق مختلفة، بسبب اختلاف مفاهيم التسامح. تتضمن الأمثلة عليها مقياس التسامح لمقياس تسوية العلاقات الشخصية؛ ومقياس التسامح الخاص بالإساءات الزوجية؛ ومقياس التسامح في مكان العمل ومقياس الميل إلى التسامح.
يمكن أيضًا قياس التسامح بطرق غير تجريبية. قد تأتي على شكل تدابير بيولوجية؛ مثل التدابير الفيزيولوجية الكيميائية والمركزية والمحيطية، وأيضًا التدابير السلوكية؛ وتدابير مسامحة النفس.
وجدت الدراسات أن الأشخاص الذين لديهم محاولات انتحار سابقة، مقارنةً بالذين لم يحاولوا الانتحار مسبقًا، حققوا على مقياس التسامح درجة تصفهم بأنهم أقل إيمانًا بمسامحة الآخرين، وأقل رغبة في مسامحة أنفسهم، وأقل تسامحًا مع الآخرين.

## تطور مقاييس التسامح

### إطار تسامح هارغريف
يبني هذا الإطار الأساس لبعض مقاييس التسامح عن طريق تحديد أن الاستحقاقات المدمرة تؤدي إلى ألم عائلي وأذًى. يمكن للتسامح تقليل هذه الاستحقاقات المدمرة وتحسين العلاقات الأسرية.
حدد هارغريف أنه يمكن تصنيف التسامح على أنه تبرئة أو مسامحة. تركز التبرئة على فهم سبب حدوث الألم بينما يركز التسامح على إعادة بناء الحب والثقة في العلاقة. يمكن تحقيق التسامح أيضًا من خلال منح الفرصة للتعويض عن طريق التسامح العلني.
يستخدم تطوير مقياس تسوية العلاقات الشخصية (آي آر آر إس) من هذا الإطار تصورات الضحية لتعاملها مع الآخرين. إذ يعبر مقياس تسوية العلاقات الشخصية مقياسًا يسجل ذاتيًا.

### مقياس تسوية العلاقات الشخصية (آي آر آر إس)
يُستخدم إجراء من خمس مراحل لتطوير مقياس تسوية العلاقات الشخصية.
المرحلة الأولى: تتضمن هذه المرحلة الأولية تطوير تعريفات للتسامح ومظاهر الألم. يشمل ذلك التسامح الفكري، وفرصة التعويض، وعملية المسامحة بالإضافة إلى مجموعة من الألم بسبب العار والغضب والفوضى. جُمعت هذه التعريفات لتشكيل مقياس التسامح ومقياس الألم على التوالي.
المرحلة 2: تُصاغ فيها العبارات، من التعريفات في المرحلة الأولى، لإنشاء عناصر المقياس. أنشئ 162 عنصرًا لمقياس تسوية العلاقات الشخصية الأولي ممثلًا في شكل خيارات «نعم / لا» يختارها المشارك. تألف مقياس تسوية العلاقات الشخصية النهائي لمقياس تسامح من 44 بندًا.
المرحلة 3: استُخدمت المرحلة الثالثة لاختبار مقياس تسوية العلاقات الشخصية الأولي. اختُبرت موضوعات المقياس وحُللت العوامل والموثوقية. أظهرت هذه النتائج عدم وجود علاقة ارتباط بين مقياس المسامحة والألم، ما يؤكد أنها اختبرت ظواهر مختلفة.
المرحلة 4: اختُبرت تطابق المصداقية لمقياس تسوية العلاقات الشخصية. وجد أن كلًا من مقياس التسامح ومقياس الألم يرتبطان بمقاييس أخرى ما أدى إلى زيادة تطابق المصداقية لمقياس تسوية العلاقات الشخصية.
المرحلة 5: بحثت المرحلة النهائية في الصدق التنبؤي لمقياس تسوية العلاقات الشخصية والذي دعمته النتائج.
عُرّف مقياس تسوية العلاقات الشخصية كمقياس مناسب لاختبار التسامح من خلال التعاملات الحسية بين الأفراد.